# Resolutie 1979 Veiligheidsraad Verenigde Naties
Resolutie 1979 van de Veiligheidsraad van de Verenigde Naties werd op 27 april 2011 unaniem aangenomen door de VN-Veiligheidsraad die middels deze resolutie het mandaat van de MINURSO-missie in de Westelijke Sahara opnieuw met een jaar verlengde.

## Achtergrond
Begin jaren 1970 ontstond een conflict tussen Spanje, Marokko, Mauritanië en de Westelijke Sahara zelf over de Westelijke Sahara dat tot dan in Spaanse handen was. Marokko legitimeerde zijn aanspraak op basis van historische banden met het gebied. Nadat Spanje het gebied opgaf bezette Marokko er twee derde van. Het land is nog steeds in conflict met Polisario dat met steun van Algerije de onafhankelijkheid blijft nastreven. Begin jaren 1990 kwam een plan op tafel om de bevolking van de Westelijke Sahara via een volksraadpleging zelf te laten beslissen over de toekomst van het land. Het was de taak van de VN-missie MINURSO om dat referendum op poten te zetten. Het plan strandde later echter door aanhoudende onenigheid tussen de beide partijen waardoor ook de missie nog steeds ter plaatse is.

## Inhoud

### Waarnemingen
De Veiligheidsraad wilde dat de inwoners van de Westelijke Sahara zelf over hun toekomst zouden kunnen beslissen. De partijen in het conflict werden dan ook opgeroepen om samen te werken met de VN teneinde de impasse te doorbreken. Er rees bezorgdheid over het stijgend aantal schendingen van de bestaande overeenkomsten.
Ook moesten de mensenrechtensituatie in de Westelijke Sahara alsook de vluchtelingenkampen in Tindouf worden verbeterd. Volgend op een akkoord uit 2008 zouden familiebezoeken via land mogelijk gaan worden, terwijl ook het bestaande programma via de lucht zou worden voortgezet.

### Handelingen
De vroegere militaire akkoorden inzake het staakt-het-vuren moesten door de partijen gerespecteerd worden.
Die partijen hadden toegezegd kleinschalige informele gesprekken te voeren om de vijfde onderhandelingsronde voor te bereiden. Bij deze gesprekken moesten realisme en bereidheid tot compromissen aan de dag gelegd worden.
Ten slotte werd het mandaat van de VN-Missie voor Referendum in Westelijke Sahara (MINURSO) verlengd tot 30 april 2012.

## Verwante resoluties
- Resolutie 1871 Veiligheidsraad Verenigde Naties (2009)
- Resolutie 1920 Veiligheidsraad Verenigde Naties (2010)
- Resolutie 2044 Veiligheidsraad Verenigde Naties (2012)
- Resolutie 2099 Veiligheidsraad Verenigde Naties (2013)

Lijst ·  1967 ·  1968 ·  1969 ·  1970 ·  1971 ·  1972 ·  1973 ·  1974 ·  1975 ·  1976 ·  1977 ·  1978 ·  1979 ·  1980 ·  1981 ·  1982 ·  1983 ·  1984 ·  1985 ·  1986 ·  1987 ·  1988 ·  1989 ·  1990 ·  1991 ·  1992 ·  1993 ·  1994 ·  1995 ·  1996 ·  1997 ·  1998 ·  1999 ·  2000 ·  2001 ·  2002 ·  2003 ·  2004 ·  2005 ·  2006 ·  2007 ·  2008 ·  2009 ·  2010 ·  2011 ·  2012 ·  2013 ·  2014 ·  2015 ·  2016 ·  2017 ·  2018 ·  2019 ·  2020 ·  2021 ·  2022 ·  2023 ·  2024 ·  2025 ·  2026 ·  2027 ·  2028 ·  2029 ·  2030 ·  2031 ·  2032